# 巨乳ファンタジー
『巨乳ファンタジー』（きょにゅうファンタジー）は、2009年3月26日に発売されたアダルトゲームであり、『巨乳シリーズ』の第1作である。
本作は、騎士学校の落ちこぼれである主人公リュートが赴任先の辺境から出世していく成功物語である。
2011年2月25日には本作のハーレムルートの2年後の世界を舞台とした続編『巨乳ファンタジー外伝』（以下：外伝）が発売された。
また、2013年10月25日発売された『巨乳ファンタジー外伝2』（以下：外伝2）では、『外伝』の5年後のヒルズランド王国に漂着した記憶喪失の男「マスク」を主役にしつつも、ユーロディア大陸の各国を舞台とした物語が展開された。
そして、2016年9月23日に発売された『外伝2』の続編となる『巨乳ファンタジー外伝2 after -オスタシアの野望-』では、イベリア戦争後、ユーロディア大陸を統べる皇帝となったリュートの物語が描かれている。
なお、本項では主人公を同じくするこれらの作品群についても併せて解説する。

## リリース
本作『巨乳ファンタジー』およびその続編である『巨乳ファンタジー外伝』『巨乳ファンタジー外伝2』『巨乳ファンタジー外伝2 after -オスタシアの野望-』の媒体ごとにおける発売日は下記の通りである。
なお、セット商品への収録例および各作品の省略記法については、巨乳シリーズ#作品一覧を参照。
| タイトル                                       | 発売日 （オリジナル版） | 発売日 （DVD-PG）              | 発売日 （Blu-ray PG）               | 備考                                                                                     |
| ---------------------------------------------- | ----------------------- | ------------------------------ | ----------------------------------- | ---------------------------------------------------------------------------------------- |
| 巨乳ファンタジー                               | 2009年3月26日           | 2010年8月5日 (アイチェリー)    | 2012年3月30日 （あそべる！BD-GAME） | Waffleのブランド10周年記念作品。 Blu-ray PG版のタイトルは『巨乳ファンタジー 〜あそBD〜』 |
| 巨乳ファンタジー外伝                           | 2011年2月25日           | 2011年9月29日 （アイチェリー） |                                     |                                                                                          |
| 巨乳ファンタジー外伝2                          | 2013年10月25日          |                                |                                     |                                                                                          |
| 巨乳ファンタジー外伝2 after -オスタシアの野望- | 2016年9月23日           |                                |                                     |                                                                                          |

## 制作

### 巨乳ファンタジー
当初Waffleから鏡に来た企画は陵辱ものだったが、「巨乳フェチはあまり陵辱は好きではない」「フィギュアの世界でファンタジー物の波が来ており、今後ファンタジーブームが来る」と鏡は考え、巨乳＋ファンタジーの作品企画を逆提案した。また、世知辛い格差社会の中でユーザーに楽しんで欲しいという願いから、コミカルな立身出世・サクセスストーリーを作品に盛り込んだという。それを体現するにあたり、鏡は序盤で主人公が罵倒した相手に反撃するとプレイヤーの共感が得られないと考え、罵倒を受け流す方がよいと判断した。その結果、主人公のリュートは非常に器の大きい人物として出来上がった。
鏡は企画が始まった段階で、40名ほどのヒロイン候補を書き出した。シャムシェルは、鏡がファンタジーという単語からサキュバスを連想する形で生み出したキャラクターであり、初期案では「エキドナ」という名前だった。
購入者特典として、『揺れるバスガイド～おっぱいがいっぱい～』に付属していた小冊子『チチダス』を鏡が大幅加筆した『チチダス2009』が付属した。
第1作のタイトル『巨乳ファンタジー』は、鏡がシナリオを書き出す前に適当に付けていた仮題だったが、結局そのまま正式採用されてしまった。そのため次作では『巨乳魔女』ときっちり仮題を付け、同様にそのまま正式タイトルとなった。

### 巨乳ファンタジー外伝
当初『外伝』はファンディスクとして作られる予定だったが、鏡の「プレイヤーが『巨乳ファンタジー』の世界観やスケールの大きさを感じられるようにしてはどうか」という提案により、現在の形になった。その結果として、エーデルラントからユーロディア大陸内の各国へと世界観が広がり、物語性が増している。またキャラクターたちの衣装も全て新規に描き下ろされている。

### 巨乳ファンタジー外伝2
Waffleでは、「巨乳ファンタジー」の物語はこれで完結するが、巨乳シリーズそのものは何らかの形で続く可能性があるとコメントしている。

### 巨乳ファンタジー外伝2 after -オスタシアの野望-
鏡は2020年のインタビューの中で、リュートはノベライズ版『外伝2』の時点で非常に強力な存在であり、エンターテインメントとして成立するのが困難であるという理由から、これ（『外伝2after』）以上リュートを主人公とした物語を作るのは事実上不可能であると述べている。

## ストーリー

### 巨乳ファンタジー（ストーリー）
エーデルラント王国の騎士学校を成績最下位で卒業した落ちこぼれのリュート・ヘンデは、国境の田舎町・ボーアンへ左遷同然に飛ばされてしまう。長官のアーボインを補佐する副官として生活を始めたリュートは、様々な事件や出来事に巻き込まれていく。
辺境乱乳篇
アーボインは下級貴族の娘・ロクサーヌを娶っていたものの、夫婦関係は冷え切っていた。寂しい思いをしていた矢先、ロクサーヌはリュートと出会い距離を縮めていく。
ある日、リュートはサキュバスのシャムシェルに襲われ性行に持ち込まれる。通常、サキュバスに襲われた者には死が待っているが、彼は精を搾り取られても平気だった。この出来事で彼女はリュートを気に入り、のちに協力者となる。
一方、リュートはロクサーヌとも親しくなり、ついには肉体関係を結んでしまう。だが、これこそがアーボインの策略であり、彼はロクサーヌとリュートが関係を持った現場を抑えるべく意気揚々と現場に乗り込むが、持病の悪化により倒れてしまう。
その後、アーボインが国王ハーゲル1世の長子・ボボンとともに謀反を企んでいたことが発覚。リュートはボボン王子を誘導して叛乱計画を暴き、その功績をたたえられて王都に戻る。
帰参したリュートに対しハーゲル1世は褒美として親衛隊員への昇格を提示するが、宰相ベルンシュタインはこれに反対し叛乱制圧の司令官に任命してはどうかと提案する。国王は迷った末にリュートの意向を尋ねる。この時のリュートの回答によって、ルートが分かれる。
ロクサーヌルート
「辺境乱乳篇」でボーアンに戻ることを選択した場合、このルートへ進み、彼女と結婚するエンディングを迎える。
魔乳秘窟篇
「辺境乱乳篇」で親衛隊に入る選択をした際、このルートに進む。
親衛隊に入隊したリュートは、騎士学校時代の同期生アイシスと再会し、彼女とともに魔族が住む森の探索を命じられる。
相変わらず冷たい態度のアイシスだが、森の中で発情する罠にかかり、リュートを犯してしまう。そこへ魔族が現れてアイシスを捕まえる。だが、この人物はリュートを魔族の王として恭しく接しており、彼の頼みを聞く形でアイシスを開放する。さらに、魔族たちは罠の影響で体調を崩したアイシスを治療してくれた。その際、アイシスはうわごとで婚約者のモテールとの仲が冷え切っていることを口走ってしまう。復帰したアイシスはとげとげしい態度から一転して柔らかな態度をとる。
その後、リュートは報告のためにいったん王都に戻ることを考えるが、この時の選択によって2つの個別ルートに分かれる。
アイシスルート
「魔乳秘窟篇」で、王都に戻らず探索を続けた場合、このルートに進む。
アイシスとリュートは探索を続けた末に魔族の神殿を見つける。リュートは入り口を開いたものの、中は無人だった上、宝物もなかった。ところが、王都に戻ったリュートから報告を受けた宰相は、リュートの手は、魔族の支配階層が持つとされる神聖魔手であると知り、驚愕する。殺されそうになったリュートはアイシスとシャムシェルの協力を得て国外へ脱出する。
シャムシェルルート
「魔乳秘窟篇」で、王都に戻る選択をした場合、このルートに進む。
一度王都で報告をするも、別の兵たちとともに探索の継続を命じられる。ところが、彼らはリュートを殺すための暗殺者であり、リュートはシャムシェルに助けられる。
一方、ボボン王子は一足先に魔族の神殿に来ており、そこにあった魔力を得て、リュートに立ちふさがる。だが、彼は自分の父が魔族の王であり、ここが自分の家だったことを思い出し、ボボン王子を倒す。
また、シャムシェルも幼少期のリュートと面識があったものの、人間として育てたい彼の母の意向を踏まえ、ずっと黙っていた。
新たなる魔族の王となったリュートは森を封鎖し、シャムシェルを妃に迎えた。
叛乱軍性圧篇
「辺境乱乳篇」で制圧軍の司令官を選択した場合、このルートに進む。
反乱軍鎮圧の司令官と言えば聞こえはいいが、送られたのはインラント州に隣接するビュステンハルター城。対する相手はヴンダーバルト城に陣取る「ワッケンハイムの倅」。稀代の名将と称えられた父、ワッケンハイム伯爵の跡を継いだ後も長年にわたり王都からの軍を退け続けた傑物であり、多くの有能な将軍が使命を果たせぬまま命を落としてきたこの任務に送られるということは間接的な死刑宣告に等しく、ベルンシュタインはリュートを王都から追い払う口実として国王の提案を利用したのだった。
そんなことは露知らず、司令官就任の栄誉に喜ぶリュートは着任早々、呆れる副官のワン・コアンと王都から送られてきた三将軍を尻目に情報収集と称して街に繰り出すが、そこで一人の巨乳の美女を偶然暴漢から助ける。だが三将軍たちが見えるやいなや美女は逃げるように姿をくらましてしまった。
翌日、ビュステンハルター城ではヴンダーバルト攻めについて三将軍とワン・コアンとの間で論争が繰り広げられる。そこへ先の美女がビュステンハルター城に侵入するも、脳天気な様子で現れたリュートの姿を見て「殺す気が失せた」と述べると、何もせずに撤退してしまう。その姿と行動を見て、リュートは美女の正体を察する。
騒動からしばらく後、リュートは陳情に来た若者に扮してヴンダーバルト城に乗り込み、美女の正体が「ワッケンハイムの倅」グラディス・フォン・ワッケンハイムであることを確認する。彼女はリュートの度胸に免じて見逃し、「9時にでも祈っていろ」と謎めいた言葉を残す。彼はその言葉の意味するところを読み解き、翌日言葉通り「9時課」、すなわち聖十字教会における祈りの時間に街の大聖堂に向かい、グラディスと対面する。対話の中、リュートはワッケンハイム伯爵が反乱を起こしたのは、国王の急すぎる改革断行に待ったを掛けるためだったことを言い当てて見せる。
一方、ベルンシュタインは国王の求心力を削ぐために反乱を利用しており、これまでの反乱鎮圧軍の司令官の時と同じように、ワン・コアンにリュート抹殺を命じた。ワン・コアンは国内屈指のチェスの腕前で知られるグラディスが相手ならリュートに万に一つも勝ち目はないと判断し、尤もらしい理由を付けてリュートとグラディスのチェスによる一騎討ちを取り付け敗北に追い込もうとする。
フェルゼンら三将軍や王都からの支援でやってきていたアイシス、モテールもこれにはさすがに敗死を確信するが、リュートは恐れる様子もなく、それどころかフェルゼンとアイシスに後事を託して敢然と立ち向かう姿勢を見せ、その姿に落ちこぼれとしての姿しか知らない2人は当惑する。
ワン・コアンの策略により下剤入りのアップルパイを食べてしまったことで猛烈な腹痛に苦しみながら決戦に臨んだリュートだったが、土壇場で神聖魔族の力を発揮し、朦朧とする意識の中周囲も驚くような妙手を繰り出し続け、逆にグラディスを敗北に追い込む。グラディスが城の他の兵の身の安全を引き換えに自ら投降の意志を示したことで、長年にわたり続いたインラント州の反乱はついに終結する。
その晩、地下牢に囚われたグラディスの様子を見に来たリュートに対し、グラディスは挑発的な言葉を投げかけ誘惑。セックス勝負を持ちかけるが、実のところリュートに惚れ込んだグラディスがセックスしたかっただけであることが明かされ、完全に打ち解けた二人はお互いの想いを確かめ合う。
一方計算が狂ったワン・コアンはグラディスを殺害して口封じを図ろうとするがリュートに看破されて失敗する。自身の内通の事実も暴かれ、進退窮まった末に危うく王都からの指令であることを漏らしそうになり、機密保持のために服毒自殺を遂げる。
王都淫謀篇
「叛乱軍性圧篇」の続き。反乱軍を無血制圧したリュートは、ハーゲル1世から褒美として元帥に叙される。また、免罪されたグラディスは元の領地へ封じられ、アイシスはリュートの護衛として仕えることとなる。また、元帥権限での口添えにより、フェルゼンは近衛軍の総司令官として抜擢され王都に返り咲く。
一方、ベルンシュタインは、軍の統帥権を奪った挙句国王に気に入られるようになったリュートに対して憎しみを抑えられなくなっていた。目障りなリュートを排除すべく、まずは自身の妾腹の娘であるエメラリアに指示を送りリュートを性魔術で籠絡させようとするが、逆にリュートの力に屈服させられ失敗してしまう。
想定外の事態に慌てるベルンシュタインだが、今度はハーゲル1世の長女で、リュートに憧れるルセリア姫を利用することを思いつく。ルセリア姫は母方のニンフの血を強く引くハーフであり、彼女との交わりはシャムシェルとのそれと同じく普通の人間にとっては死を意味する。
リュートはエメラリアの取り次ぎで、ルセリア姫の武術指南を任される。無論ほとんど形式だけに過ぎないものではあったが、共に過ごすうちに想いを抑えられなくなった二人はついに交わる。しかし尋常ならざる精力を持つリュートにはニンフの血も通用せず、ベルンシュタインの目論見はまたしても失敗に終わる。
この後、武術指南を続けるかどうかで、ルセリアルートとハーレムルートに進む。
ルセリアルート
「王都淫謀篇」で、指南を終えることを選択した場合、このルートに進む。
ルセリアと肉体関係はハーゲル1世の知るところとなってしまったが、もとよりリュートを後継者にと考えていたことで笑って許される。
そしてリュートがルセリアとの結婚を申し出たことを機会にハーゲル1世は退位を表明し、リュートは次期国王となる。
ハーレムルート
「王都淫謀篇」で、指導を続けることを選択した場合、このルートに進む。
リュートは国王から呼ばれて後継者に指名される。これを隠れて聞いていたベルンシュタインは国王を暗殺し、その罪を擦り付けて投獄する。また、ベルンシュタインは国外追放されていたボボンを密かに国内へと呼び戻し、彼を神輿として担ぎ出す形で王位を簒奪させる。
一方、リュートの牢屋には結界が張られているため、シャムシェルは容易に近づけず、ルセリア、アイシス、ロクサーヌ、グラディスに助けを求める。当初はサキュバスが現れたということでルセリアたちに驚かれたものの、事情を知った彼女たちはシャムシェルに協力する。一方、暗殺に協力したエメラリアはその行為に葛藤し、リュートが処刑される間際に改心し、獄からリュートを逃がそうとするも、それを見越していたベルンシュタインによって口封じに処刑されそうになる。そして、2人の処刑当日、大勢の人々が詰め寄る中、グラディス率いる兵団が乱入する。さらに、エメラリアがベルンシュタインの悪事を公衆の面前で暴露したことでリュートを救い、これがボボンたちが処断されるきっかけとなる。
その後、リュートは国王の座に就き、ルセリア、ロクサーヌ、シャムシェルの三人と正式に結婚する。また、シャムシェルの意向をくみ、法律を改正して魔族との婚姻を許可する。また、元帥の座にはグラディスが、宰相の座にはエメラリアがそれぞれ就く。彼女たち2人に加え、親衛隊員のアイシスはリュートと婚姻関係にないものの、事実上の夫婦関係にあった。

### 巨乳ファンタジー外伝（ストーリー）
王都乱乳篇
前作から2年。エーデルラント国王となったリュートは6人の巨乳美女たちと平和に暮らしていた。しかしその影ではリュートの失脚とエーデルラントへの侵略を目論む者たちの陰謀が渦巻いていた。。
リンゴバルト王国を治めるバザルト1世は前作でベルンシュタインとボボンが死亡した直後、親戚であるボボンの死とエーデルラント国王が不在であること、自身の血統の正当性を理由にエーデルラント王国へ王位継承戦争を仕掛けるも、わずか2週間でグラディスに敗北する。バザルト1世自身が捕虜にされ、そのうえ「エーデルラントへの再度侵攻並びに加害を目論んだ場合リンゴバルトを併合する」という不平等条約を結ばされてしまい、リュートに対して激しい憎しみを募らせていた。
そしてこの一件に、リンゴバルトと西で国境を接するフロンスも不快感を示していた。
フロンス王国の侍従長・キュヴィエ侯爵はこの一件でエーデルラントはいつでもリンゴバルトに橋頭堡を築けるようになったと危機感を抱き、独自に策略を練ってリュート失脚を企む。
手始めにキュヴィエはバザルト1世の使いとして来たアルジャンに、悪霊とゴーレムが封じられた呪物の壺を譲渡する。次いで、バザルト1世は、贈られた呪物と共に騎士官僚制を学ぶ為の留学と言う名目でアルジャンと魔術師のネリスをエーテルラント王都に送り込む。
そこでネリスがゴーレムを召喚してリュートを暗殺させようとするが、失敗に終わったあげく危うく尻尾を掴まれかける。その後、キュヴィエがリュートをおびき寄せるべく先んじてボーアンに解き放っておいた悪霊が騒ぎを起こした報が飛び込んできたため、ボーアンに向かうリュートにネリスが同行する形となり、インラント州に向かうアルジャンと分断されてしまう。
美乳魔術篇
「王都乱乳篇」の続き。ボーアンに到着したリュートは悪霊を倒す。さらにネリスはリュートに篭絡されてしまい、自分の正体と目的を明かしてしまう。
一方キュヴィエは主君・アフロディアに対しエーデルラントの脅威を印象付け先制攻撃を提言するも却下されるが、その裏で魔族が妃の座に就いたことに不快感を示すバカチン教国のニゴリーノフ枢機卿を焚き付け、 シャムシェルが王妃にふさわしい人格者かを視察するという名目でファンゴ枢機卿とカノッサ枢機卿をインラント州に送り込む。
このうち、カノッサ枢機卿には、シャムシェルの偽物を生み出すための呪物を持たせてあった。ところが、偽物はキュヴィエが仕組んだ細工によって彼らの予想を上回る暴走ぶりを見せたうえ、査察団に持たせていた「パンドラの匣」をリュートが開けたことにより偽物が倒され、事件は終息に向かう。またその過程でシャムシェルが査察団を助けたことにより、カノッサ枢機卿もシャムシェルが王妃として適格と判定せざるを得なくなる。このことがきっかけで完全にバザルト1世の目論見が露呈、アルジャンはネリス共々投獄されてしまう。失意にくれつつも、アルジャンは身を挺して部下ネリスの助命を嘆願し、リュートの計らいによって釈放され改心する。
その後、バザルト1世とリンゴバルトをどうするかによってストーリーが分岐する。
割譲ルート
キュヴィエの真の目的が「リンゴバルト併合を口実にエーデルラントに宣戦布告し、そのままリンゴバルトに侵攻して乗っ取る」ことにあると看破したリュートはあえて占領せず、領土を割譲させた上で傀儡政権を樹立させる方向に舵を切る。
報告を受けたキュヴィエは完全に陰謀が頓挫したことを悟り、リュートがイベリアに接近する前に平和的共存を目指すべく反目するロッシュ伯爵へと結託を持ちかける。
超乳大国篇
すべての陰謀が明るみに出たバザルト1世は処刑され、リンゴバルトは条約違反ということでエーデルランドと併合される。
キュヴィエはこれを口実にエーデルラントへの宣戦布告を提言するが、ロッシュ伯爵からの猛反対に遭いまたしてもアフロディアに却下される。が、食い下がるキュヴィエはリュートをフロンスに呼び寄せ謀殺することを提案し承認を取り付け、第三の作戦を練り始める。
スパイを用いた離間策に続いてエーデルラントからの輸入品に高額な関税を課して体制の動揺を誘うも、リュートはこれを次々と看破。ついに本命となるフロンスへの招待状がリュートのもとに届く。
キュヴィエはこれに乗じ、リュートが女王らと共に狩に出かけたところで事故に見せかけて謀殺する腹積もりだったが、ここで巨大な魔物が乱入する。女王が襲われそうになったところをリュートに助けられたことがきっかけとなり、却ってフロンスとエーデルラントの距離を縮めてしまう結果に終わる。
これを機に両国の間に友好条約が結ばれる運びとなるが、その際調印式をフロンスとエーデルラントのどちらで行うかが議論となり、その際の選択で結末が分岐する。
バカチンルート（グラディスエンド）
調印式をフロンスで行うことが取り決められた後リュート一行は帰途につくが、王都への帰還前に枢機卿らと会見すべくボーアンを南下してバカチンへと立ち寄る。
シャムシェルを擁護していてくれたファンゴ枢機卿と再会し、アガタ枢機卿とも初対面を果たしたリュートだったが、ニゴリーノフ枢機卿が横槍を入れ「パンドラの匣を開けてみろ」とリュートを挑発する。
話に乗ったリュートが触れたことで三度匣は開かれ死神が姿を現すが、ニゴリーノフ枢機卿の悪意を看破しその魂を箱に引きずり込んで殺害する。アガタ枢機卿はその様子を見てリュートとエーデルラントを神の名において祝福する。
一方キュヴィエはニゴリーノフ枢機卿という駒を失い、バカチンからリュートが祝福されエーデルラント侵攻の大義名分も無くなってしまったことで攻略を断念し、リュートとの共存に向けて舵を切る。そして、リュートはグラディスと盛大な結婚式を挙げる。
ハーレムルート
調印は3ヶ月後にエーデルラント側で行うとするリュートの主張に当初は反発するキュヴィエだったが、最後の手段となる第四の作戦を構想したキュヴィエは自身も調印式に随行することを条件にあっさりと折れる。
その際キュヴィエはエーデルラントを事実上傀儡国とすべく、条約文に「互いが他国に侵略された際は、両国が協力して兵を出す」という一文を入れるが、その真意に気付いたエーデルラント側から削除を求められる。これを通してしまえば他国との戦争になった際、フロンス側の出兵要求を拒否できなくなり、事実上軍事力をフロンスに掌握されてしまうためである。
実はこの条文こそがキュヴィエの策略であり、拒絶されることを見越した上で贈り物のワイン樽に魔法で小さくした大勢の兵士を隠し、ここぞというタイミングで呼び出して脅しをかけて強引に調印を迫る最終手段に打って出る。
ところが、既のところで魔が差したアルジャンが、リュートに恥をかかせようと、「リュートから贈り物のワインを牢屋に放り込めと指示された」という嘘をついたため、兵士は牢屋に閉じ込められてしまう。伯爵は捕らわれの身となった上財産も没収され、友好条約の該当箇所は不戦条約に変更された。

### 巨乳ファンタジー外伝2（ストーリー）
ヒルズランド王国の港町モルグレーに、突然全裸にマスク一つを付けた記憶喪失の男「マスク」が現れた。モルグレー城主に生意気な口をきいたため監獄に収監されたマスクは、魔物退治のためボインバラへ派遣される。

### 巨乳ファンタジー外伝2 after -オスタシアの野望-（ストーリー）
エンペラドール2世を打倒しセレブリアを娶ったリュートは、アガタ枢機卿からの戴冠を受け、ユーロディア全域を支配する巨大帝国となったエーデルラントの皇帝として多忙ながらも幸せな日々を送っていた。
一方、東の王国、オスタシアの現国王オルロフ1世はこれまでさんざん煮え湯を飲まされてきたエーデルラントとその君主リュートに対し激しい憎しみを抱いていた。そして遠く離れたバカチン教国にも反リュートの主張を掲げる派閥があった。
折しもアガタ枢機卿会議議長を含むリュート派の枢機卿が次々と亡くなったことで反リュート派の枢機卿たちは勢いづいていた。その急先鋒であるベリッツィ枢機卿は数に任せて選挙を勝ち抜き、新議長に選出された後その権限を以て教皇制の復活を宣言し、ウルスス1世を名乗り自らがその座に即位する。教皇たる己こそがユーロディアの主であると考えるウルスス1世は、リュートを失脚させるべく、まず彼に教皇として祝福を授けると称して側近の枢機卿を送り、その条件として南にあるスルタン帝国への十字軍の派遣と東方十字教を信仰する西オスタシア住人の強制改宗を要求する。当然リュートは突っぱねるが、これを聖十字教への背教であるとしてウルスス1世は非難する。
そのころ、オスタシア王国にある東方教会総主教のイリーナとオスタシア軍の将軍ゼムノフは、オルロフ1世の暴政がいずれスルタン帝国による侵略を招くと懸念していたが、二人共オルロフ1世の暴政に真っ向から反抗してきたことで既に目をつけられていたため、表立って動くことはできなかった。そこでイリーナは、かねてから計画されていたエーデルラントへの公式訪問を利用してリュートに救援を要請しようとした。ところが、訪問計画は親衛隊隊長ブルチンの罠であり、イリーナはあわや殺されそうになるも、オスタシア出身の皇妃であるアイシスに謁見し、助力を請う。
一方、ブルチンとオルロフは1世は、グラディスの懐妊による引退を機にエーデルラントを攻撃しようと考える。また、オルロフ1世は国内の東方十字教会の強制改宗と十字軍の派遣をちらつかせてウルスス1世に取り入り、自らを正式に戴冠させることでリュート排除の大義名分を得ようと目論む。利害の一致したウルスス１世もこれに応諾。アイシス経由でゼムノフとイリーナからこのことを知らされたリュートは危機感を覚え、ついにオルロフ1世を葬り去ることを決意する。
ウルスス1世の元にはアイシスが、リンゴバルト総督のアルジャンがオスタシア側への抗議の使者としてそれぞれ送り込まれた。オルロフ1世は抗議を無視してバカチンにてウルスス1世の戴冠を受け、聖十字教への改宗と十字軍の派遣を宣言した。帰国後、オルロフ1世は国内教会の強制改宗を宣言し、抗議のため宮殿に詰めかけた東方十字教会の司祭たちがブルチン率いる神聖隊に虐殺される。その後ブルチンは、エーデルラントに逃げ込んだイリーナの身柄引き渡しと西オスタシアの返還をリュートに求める。だが、リュートは現場を目撃したシャムシェルを通じて事件を知っていたことに加え、アルジャンとの面会拒否を交渉拒否とみなし、その場でオスタシアへの宣戦布告をする。
突然の宣戦布告にオルロフ1世は突然の宣戦布告に狼狽する。また、ウルスス1世はリュートを破門しようとするが、先の虐殺事件により大半の枢機卿がリュートについてしまったため、逆にオルロフ1世の戴冠についての責任を問われる事態となった。
オルロフ1世は慌ててイリーナの一件で投獄したばかりのゼムノフすら引っ張り出して準備を整えるも、度重なる暴政で有力な将軍も貴族も処刑し尽くされ、軍の兵士の士気も下がりきっていた。エーデルラントによる侵攻が始まると前線では逃亡兵が続出し、リュートの出した降伏勧告によって次々と領地が無条件降伏して併合されてゆく。
エーデルラント軍が首都に迫る中、ゼムノフは神聖隊に部下を殺されそうになったことで、自身の軍ごとリュートに寝返る。これにより、恐怖政治で抑えていた国内の不満分子が大爆発し敗戦が決定的となる。
オルロフ1世とブルチンは亡命しようとするが、神聖隊に変装して待ち構えていたリュート一行に捕らえられて処刑された。長年に渡る暴政から解放されたオスタシアはエーデルラントに併合される。また、スルタン帝国の君主サマルカン1世は、リュートがオスタシアを併合したのを伝えられ事態を静観することにした。

## 登場人物

### 主人公
リュート・ヘンデ
『1』『外伝』『外伝2after』の主人公。行動力はあるが気楽な性格でエーデルラント王国の首都・シェーンブルグにある王立騎士学校を全教科最下位の成績で卒業した。どれほど理不尽な仕打ちや苦境に陥っても楽観的に考える楽天家で、また極めて温厚で人が好く、周囲のひどい暴言にも腹を立てない。上記の性格と常にとぼけたような言動により初対面の相手に反感を買いやすいが、一度和解し必要と判断すれば魔族や自身の命を狙った者でも仲間に引き入れる懐の深さと目先の物事に囚われない視野の広さを持ち、彼の人柄を知ることで態度を改める人物は多い。また弁も立ち、視野の広さを活かした理にかなった交渉と皮肉を織り交ぜ、様々な相手を論破する。両親は騎士学校入学前に相次いで亡くなっている。
その正体は神聖魔族である父と人間の母親との間に生まれた新たな神聖魔族。手に神聖魔族の力があり不思議な能力を持っているが、かつての母親によるむやみに手を使ってはいけないという言いつけを微かに覚えているのみで自身の正体を知らない。その血筋の影響により無尽蔵の精力と悪運を持ち、またあらゆる魔族と対話し服従させる事が可能である。神聖魔族は同世代に1人しか存在できない為、子供が神聖魔族としての力を持って産まれた場合、先代の神聖魔族は、必ず死亡する事になる。
騎士学校卒業後、左遷同然に辺境のボーアンへ飛ばされ、長官・アーボインの補佐役として仕事を始める。長官からサキュバス退治を命令され、シャムシェルと出会う。
『外伝』ではエーデルラントの国王となり、『外伝2after』ではユーロディア大陸の盟主も務めている。
マスク
『外伝2』の主人公。ヒルズランド王国の港町モルグレーに、全裸＆記憶喪失の状態で現れた。仮面を被っており、外すことができないため素顔は誰も知らない。本人も自分の名前や素性を一切憶えていないが、のんきでマイペース。
モルグレー州長官のワン・パタンによりゾロ島の監獄へ収監されるが、監獄での密取引を目撃してしまったことから、囚人仲間の人魚族と共にボインバラ城に居座る魔物退治へ派遣される。
その正体は呪いによって記憶を封じられたリュート。記憶を封じられていても変わることのないマイペースさで周囲を巻き込んでいくうちに、ヒルズランドの王女に気にいられることになる。「マスク」と名づけられ専属の騎士となった後、異例の大出世を遂げていく。（エーデルランドにおいては国王「リュート」が数ヶ月顔を見せない状況となっており、関係者同士で何とか取り繕って乗り切っていた。）

### ヒロイン（1から登場）
シャムシェルシャハル
声：金松由花
通称はシャムシェル。ボーアンで騎士たちを襲っていたサキュバス。様々な魔力を使い、通常は人間には姿が見えないが、見せようとすれば見せられる。気まぐれかつ小悪魔な性格で、いつもおどけて人をからかうような物言いをする一方、好きになった相手を思いやる気持ちを持っている。
『2』に登場するシャハルの娘で幼少期のリュートと一度会っており、リュートの正体を知る数少ない人物。しかしあえて正体を明かす事をせず、人間として出世していくリュートを側で支える。
『外伝』では規則の改正により魔族ながらも王であるリュートと結婚しエーデルラント王妃となっている。
ロクサーヌ・ド・デジール
声：和葉
下級貴族の娘で、ボーアン長官アーボインの妻でもある。怒りという感情は少女時代に置いてきたと言えるほど朗らかな性格で、子どもはいないが母性にあふれている。夫とは絶縁状態で寝室も別で、退屈な日々を送っていた矢先、王都から来たリュートに興味を抱き近づいてくる。
夫に浮気相手がいることや重度のロリコンであることも知っているが、それでも貴族としての最後のプライド故に離婚だけは頑として認めなかったため、夫から命を狙われることになる。
『外伝』ではリュートと結婚している。王妃の順位争いには興味がなく王宮の料理を担当する。
アイシス・ペトロヴナ・エレンスカヤ
声：櫻井ありす
リュートと同期の女性騎士。騎士学校を次席で卒業し、親衛隊に入った。高飛車でプライドが高く、騎士の才能が無いリュートを嫌悪している。同期のモテールとは許嫁の関係だが、彼の女癖の悪さに辟易している上、婚約も亡命貴族の娘という弱い立場を脱するための政略結婚に近いものであり、そのことに対しても強いコンプレックスを抱いている。
当初は前述の理由からリュートに対して辛辣な態度を取っていたが、ボーアンでの叛乱計画を暴いた功績に対しては怒り狂うばかりのモテールと対照的に一応は認める態度を取る。その後元帥に推挙され王都に凱旋したリュートの護衛役に任ぜられ、リュートの人柄に触れたことで次第に態度を軟化させてゆく。
『外伝2 after』では、リュートの9人目の妻として登場している。幼少時にオスタシア王国から亡命した過去から、同じ国から来たイリーナに助力を乞われる。
ルセリア・フォン・ディアマンテ
声：このは
ハーゲル一世の娘の王女で、王国一の巨乳の持ち主として知られている。性格は清廉で天然だが、性への興味が強い。当初リュートの事は全く気にかけていなかったが、彼が昇進してから好意を抱くようになる。
『外伝』ではリュートと結婚している。ロクサーヌと同様に王妃の順位争いには興味がない。
グラディス・フォン・ワッケンハイム
声：咲ゆたか
名将ワッケンハイムの娘で、有能な指揮官であり騎士。王国一と言われる剣の腕を持つ。豪快な性格で一人称は「オレ」。インラント州のヴンターバルト城を拠点に、騎士官僚制に反対する反乱軍を率いている。実際には反逆心はなく、騎士官僚制に反発を強める者達を一箇所にまとめる事で抑え込み、反乱を起こした者も罪に問わない真の王が現れるのを待っている。
『1』ではサブヒロインだったが、『外伝』でヒロインに昇格した。リュートが王に即位してからは元帥の地位に就き、軍事面でリュートをサポートする傍らで積極的なアプローチを行い、シャムシェルと度々張り合っている。
『外伝2』ではリュートと正式に結婚したため元帥の座を退いており、モテールが後任となっている。
エメラリア
声：ももぞの薫
ルセリアのお付きの教育係で、国王や大臣たちの連絡係も務めている。知的な人物であると同時に、性技にもたけている。ベルンシュタインの妾の娘であり、ベルンシュタインに服従を強いられていた。
『1』ではサブヒロインだったが、『外伝』でヒロインに昇格した。宰相となり王となったリュートを様々な面でサポートする。他のヒロインと違いリュートへ積極的なアプローチはしないものの所々で独占欲が湧いている。

### ヒロイン（外伝から登場）
アフロディア
声：香澄りょう
フロンス王国の女王。「処女王」と呼ばれる独身の女王で、意志が強くしっかりしている。様々な人と会うのが好きで、騎士姿に扮してお忍びで様々な場所へ赴く。武芸も嗜むが、戦争はあまり好まない。
ネリス
声：御苑生メイ
リンゴバルト王国から、リュートへ母乳を与える「乳係」として貢ぎ物にされた女性。聡明で穏やかな性格。実はリュートの命を狙うべく刺客として送りこまれた魔術師で、その腕は事前の仕込みが必要であるとはいえゴーレムの召喚や悪霊の使役もこなせるほど。
ともすればうかつな行動をとりがちなアルジャンのブレーキ役兼参謀役となりその行動をサポートする。観察力も高く、初めてエーデルランドを訪問した際は城門でリュートが兵士に扮していたのを看破し、更にリンゴバルト語を理解していたことにも気づいていた。
『外伝2after』では、リンゴバルト王国がエーデルラント王国と併合された結果、エーデルラント王国の書記官に任命されている。

### ヒロイン（外伝2から登場）
セレブリア
声：榊木春乃
イベリア王国の王妃。純血のニンフ（水の精霊のウンディーネ）。優秀な戦士で、水を自由自在に操る自身の力を活かし海軍を率いて戦場へ赴く。高貴かつしっかりした性格で、夫に対してもはっきり物を言う。
かつてエンペラドール2世に命を救われたことをきっかけに結婚し王妃となる。亡き妹の「神聖魔族と結婚すべき」という言葉により神聖魔族を探しており、エンペラドール2世とはそれまでの仮の関係として割り切っているが、彼の事もそれなりに愛しており、イベリアのために艦隊を率いて戦い続けている。
リュート率いる5カ国連合軍との海戦に多数の軍艦と配下の魔物使いを率いて参戦するも、引き連れていたクラーケンを一匹残らずリュートに掌握されて完敗を喫する。最後はニンフとしての力を発揮して海を超え単身旗艦へと乗り込みリュートを拉致することに成功するも、神聖魔手の力を使ったリュートと体を重ねたことでリュートが神聖魔族の王であることに気づき、リュートこそ予言された運命の相手だと考えるようになる。
エストリア
声：鈴音華月
ノルドラント王国の王女で、父・ゼンデン1世の後継者。ロザリンとは子どもの頃から仲良し。
気弱で卑屈気味な性格だが、それを隠すために「ユーロディア一の美女」を自称するなど傲慢で高飛車な性格を装っている。
王らしからぬとぼけた言動で周囲を煙に巻くリュートのことを当初は見下しており、エーデルランドへの外遊も拒否するなど全く眼中になかった。
作中では父王の崩御と同時に女王の責務が一気にのしかかってきたことや、覇権を狙う各国の思惑に翻弄され続けた結果、表面化した心の弱さをルグランに付け込まれそうになる。
しかし亡国の危機に際して、行動で自身への支援の意思を示してくれたリュートと、彼に従い自身を支えてくれる多くの人々の頼もしい姿を見たことで、ついに抱えていた心の弱さを克服し、一人の女王としてノルドランドを治めてゆく覚悟を決める。
ロザリン
声：蕪木徹子
ヒルズランド王国の王女。実は人魚と人間のハーフで、『2』に登場するローレリアは彼女の先祖にあたる。一人で寛ぐ時は人魚、外では人間と姿を使い分けている。ルイン一世による全盛期を境に衰退する国を憂いており、国のために海賊に扮して出かけるなど行動的な性格をしている。イベリアのエンペラドール2世から求婚されているが、エーデルラントのリュート1世に憧れている。ルイン一世以降、シャハル公を冷遇するようになった頃から、国が傾いた事が彼女の口から語られている。
国王の一人娘という扱いゆえの窮屈な生活に辟易していたところにマスクが現れ、立場や身分に縛られない奔放な発言や態度に次第に惹かれてゆく。その矢先にフロンス王国との戦いを目前にして父のガウェイン2世が急逝し、一転して国を治める者としての責務に押しつぶされそうになるも、マスクや家臣たちの支えによって立ち直り、フロンス王国との開戦を機についにマスクと結ばれる。

### ヒロイン（外伝2afterから登場）
イリーナ・ユリザレンコ
声：渦井ゆきの
オスタシア王国の東方教会総主教を務める女性。元娼婦という経歴ゆえ性的なことに詳しい一方、ウルスス教皇とその一派で固められた聖十字教会上層部からは、方針を異にする東方十字教会の総主教ということもあって敵視されている。
オルロフ1世の民心を顧みない暴政によって国が次第に滅びへと向かい始めていることを察しており、ゼムノフ将軍と協力してエーデルラントとの助力を得るべくエーデルラントに向かう。
同じオスタシア出身のアイシスに邂逅し、以後はオスタシア国内情勢をアイシス経由でリュートに伝える役割を受け持つ。

### サブキャラクター（1から登場）
モテール・ド・プラティーヌ
声：竹田彬夫
リュートの騎士学校での同級生で、アイシスの婚約者である。卒業後に親衛隊に入った。富豪のプラティーヌ家の御曹司で、騎士学校も首席で卒業し、劣等生のリュートを会う度に馬鹿にしている。美男子かつ女好きで、常に女性にモテているが、性格は極めて傲慢。また、とりまきとしてアリステラ（声：榛名れん）とドロワット（声：柚木サチ）という有名な踊り子たちを侍らせている。
リュートがインラント州に赴任する将軍になってもその才を認めようとせず、王宮では顔を合わせる度に面と向かって突っかかってはアイシスに諌められたりフェルゼンに止められるなど醜態を晒す。リュートが元帥に就任した後も、彼に対して嫉妬にも近い敵意を剥き出しにするようになり、その人間性の浅はかさをアイシスに見限られるなど転落の人生を歩む。
その後、ベルンシュタインとボボンの専横を目の当たりにしたこと、リュートが処刑の間際にあっても身を持ち崩してゆく自分を気遣う姿勢を崩さなかったことで、ついに改心する。王位を簒奪したベルンシュタインらと対峙することになる。
リュートの戴冠後は親衛隊隊長へと就任し、人が変わったように礼儀正しい性格となる。
『外伝』の時点でリュートの仲介でフェルゼンの娘と交際していることが語られており、『外伝2』では結婚して一子をもうけている。また、『外伝2after』ではエメラリアがリュートと結婚して宰相の地位を退いたため代わりに宰相を務めているほか、フェルゼンやアイシスとの関係も改善している。
ハーゲル1世
声：滝沢アツヤ
エーデルラント王国の国王で、明るく豪放な性格をしている。騎士官僚制を推し進めているが、改革を急いだことで貴族派から反感を抱かれており、特にインラント州周辺地域で活動する反乱勢力の鎮圧に腐心している。
ボボンの叛乱計画を暴いたリュートを王都に呼び寄せたことでリュートが頭角を現すきっかけを作った。
ハーレムルートではリュートを次期国王へ指名しようとしていた矢先にベルンシュタインによって暗殺される。
ボボン
声：桜井雅斗
ハーゲル1世の息子。母親はリンゴバルト王国の王族で、ルセリアとは異母姉弟にあたる。
騎士学校でリュートと同期であり、リュートに次いで下から2番目の成績で卒業した。甘えん坊かつわがままで、王位への執着心が強い一方、周囲からは次期国王としての素質がないと陰口をたたかれている。
アーボインの口車に乗せられて叛乱を起こし王位を乗っ取ろうと画策したが、アーボインの死により後ろ盾を失い、リュートに陰謀を暴露されたことで失脚し、国外追放される。最期はルートによって異なるが、いずれもリュートたちと敵対し死亡する末路を辿る。
ルビーン・フォン・ベルンシュタイン
声：胸肩腎
エーデルラント王国の宰相で、空位の元帥職も兼任する。計算高く裏表のある性格。強い支配欲に取りつかれており、王は自分の傀儡であるべきだと考えている。自らの地位を脅かすものには過剰なまでの敵意を向けており、ハーゲル1世に気に入られていくリュートを危険視している。
フェルゼン卿
声：越雪光
エーデルラント王国の将軍で、ザント、シュラムと肩を並べる三将軍の一人である。
騎士学校を首席で卒業している。優れた指揮官であると同時に剣の名手でもあり格闘術にも優れ、ワッケンハイムに次ぐ実力を持つと言われている。その一方、不器用な性格ゆえに歯に衣着せぬ言動を繰り返したことで能力に反して長年地方の軍の司令官という低い地位に甘んじていた。一方で、国王に対する忠誠心は強く、また才能を認めたものに対しては敬意を払う義理堅い性格でもある。
当初は落ちこぼれのリュートに冷たく当たり、リュートが司令官としてインラント州に赴任した際ベルンシュタインの指示でリュートのもとに派遣された際もリュートにはグラディスを倒せないと完全に見限り、更には同時に派遣された他の三将軍と共謀してリュートに刺客を送りインラント州から追放しようと画策した。
一方でリュートが刺客を送り込んだフェルゼンの意図を見抜いていたこと、それでも置かれている状況を鑑みた上で敢えて処罰せず手元に置く選択をしたことを見てリュートの才覚に気づき、次第に態度を軟化させてゆく。
最終的にリュートが予想を覆してグラディスに打ち勝ってみせたことで態度を改め、以降は誠意を持って接するようになる。
『外伝2』では娘がモテールと結婚しており、孫も生まれている。
ザント卿
声：蘭丸
ビュステンハルターの長官。騎士学校の出身。頭はいいがひねくれた性格。フェルゼンと同じくリュートを快く思っていなかったが、グラディスをチェスで打ち破った事をきっかけに態度を軟化させた。
リュートが元帥として王都に栄転した後はインラント州に留まり、同様に留まったグラディス、シュラムと共にリンゴバルト王国の侵攻を防ぐ任に就く。
終盤リュートの命に危機が迫った時、グラディス、シュラムらと協力して王都に援軍を差し向けた。
シュラム卿
声：どぶ六郎
騎士学校の第一期生で、近衛軍の副官を務める。そのためザント、フェルゼンにとっては先輩格で、三将軍の中でも最高齢。
三将軍の他二人同様リュートのことは落ちこぼれの成り上がり者と軽蔑していたが、リュートがグラディスをチェスで打倒したことでその才覚を認め態度を軟化させる。
『外伝2』では元リンゴバルド王国へとアルジャンと共に詰めていたが、『外伝2after』では高齢故にアルジャンを実質的な後継者としてリンゴバルト総督に推挙し、自身は一線を退いている。
アーボイン
声：どぶ六郎
ボーアンの長官で、周辺の7つの城をまとめるボーアン地方の総督。騎士学校を最下位で卒業して以来、左遷同然にボーアンの長官に就いている。ボーアンの田舎生活から何とか脱出したいと考え、部下のマドワーズと共に策謀を巡らせてリュートを利用し、さらに王子のボボンを利用して叛乱を起こすことで騎士官僚制を崩壊させ王都に戻り実権を握ろうと画策する。
重度のロリータ・コンプレックスであり、財産目当てで結婚した妻のロクサーヌを全く愛しておらず、外にブリュンヒルデという名の妾を囲っているが、ロクサーヌが頑として離婚を認めないため、陰謀によってロクサーヌをリュートと関係を持つように誘導した上で姦通の罪でまとめて処刑しようと企む。
マドワーズ
声：小次狼
ボーアン城の家令。貧相で品の無い男。
アーボインに従って陰謀を手助けするが、アーボインが植物状態に陥ると自身の保身のために陰謀の証拠を処分しようと企図する。その現場をリュートに押さえられ脅迫されるとあっさりとアーボインを見捨ててリュートにつく。最期はリュートによって陰謀が暴かれたことで捕らえられ処刑された。
ワン・コアン
声：片岡一郎
反乱軍鎮圧部隊の副官である東洋系の男性で、ビュステンハルター城で家令も務める。周囲によく「ワンコイン」と呼ばれて憤慨している。
実はベルンシュタインの指示でインラント州に赴任した将軍のヴンターバルト城攻めが失敗するように工作を繰り返していた張本人であり、リュートが赴任してきた際もグラディスとのチェス対決でリュートが負けるよう食物に下剤を仕込むなどの卑劣な策を弄してリュートを排除しようとした。最期は三将軍の同席する場でアップルパイに下剤を仕込んだことを暴かれ、機密を守るために自害した。
暗殺者A・B・C
全身をローブのような服で覆い、赤く縁どられた十字の切れ込みが特徴的な仮面を被った三人組の暗殺者。
赤い服がA、青い服がB、緑の服がCである。また彼らとは関係のない色違いの暗殺者D、暗殺者Eが登場することもある。
必要もないのに日中でもヒソヒソ声でしゃべる、やたらと3人でタイミングを合わせようとする、口が滑って秘密を暴露してしまう、暗殺対象の前で堂々と暗殺者A・B・Cと名乗るなど間抜けな性格をしている。
作中ではビュステンハルター城に赴任したリュートを亡き者とすべく襲いかかるも返り討ちにされてしまい失敗して逃走する。
『外伝』『外伝2』でも度々雇われてリュートの暗殺を試みるがことごとく失敗。『外伝2after』では逆に様々な国で仕事を請け負ったことで磨かれた外国語の知識と潜入能力を買われてリュートに仕えており、オスタシアへの密偵役を任された。

### サブキャラクター（外伝から登場）
キュヴィエ侯爵
声：片岡一郎
フロンス王国の侍従長。聖十字教会本部と太い人脈を持っており、魔術師の資格も持っている。戦争では拡張主義を唱えている。ベルンシュタインとは旧知の仲であり、彼とは逆にリュートを認めながらも警戒している。
その一方であくまで自分なりにフロンスの繁栄を目指して活動しており、ベルンシュタインと違って主君アフロディアへの忠誠心は強い。
自分の手は汚さず工作を用いて内部から分断を図ろうとし、計画が失敗した場合でも取り乱さずにすぐ次の計画に着手する、さらには失敗することすら織り込み済みで十重二十重の計画を立てるなどベルンシュタイン以上に狡猾で頭が回る。その周到さは徹底しており、ハーゲル1世在位の頃からスルタン帝国をイベリアにけしかけて勢力を削ごうとしたり、反乱中のグラディスに協力を申し出る密書を送って混乱を長引かせようと画策していたりなど前作の頃から暗躍していたらしいことが語られている。
『外伝』では徹底的に自分の手を汚さないように立ち回りつつ暗躍するが、リュートの活躍でことごとく打ち砕かれる。しかしそれすら織り込み済みでエーデルラントがリンゴバルトを併合したことを攻撃の口実として利用するなど強かさを見せつける。
最終的に自らの敗北を認めて兵士に連行されており、『外伝2』ではそのまま処刑されたことが語られているが、ノベライズ版では終盤の経緯が異なっており、最終的にリュートを認めてフロンスにおけるリュートの支援者となって生き延びる。
マティエール・ド・ロッシュ伯爵
声：星一人
フロンス王国の宰相で、騎士官僚制の導入を考えている改革派。当初はリュートのとぼけたような言動に呆れ快く思っていなかったがフロンスとの関係改善後にその人柄を認め、態度を改めた。
ヴィタル
フロンス王国の近衛兵。
バザルト1世
声：滝沢アツヤ
リンゴバルト王国の国王。ボボンの死とエーデルラント国王が不在であること、自身の血統の正当性を理由にエーデルラント王国へ戦争を仕掛けるも、二週間でグラディスに敗北して捕虜となってしまった。以来、エーデルラントに恨みを抱き、リュートに対する私怨を晴らそうとするなど王としての器は小さい人物。些細なことで激昂しネリスに暴力を振るうなど周囲からの人望は無いに等しい。
アルジャンを利用してリュート暗殺を謀ったことが露呈したため、先の敗戦の際に結ばされた条約によって国土を併合された挙げ句自身も王位を追われ処刑される。
アルジャン・ド・ボン
声：ますおかゆうじ
リンゴバルトの王族。国王バザルト1世の甥で、ボボン王子は母方の従兄弟に当たる。王国随一の美男子で、可能性は低いながらも王に即位するための手柄としてエーデルラントへの敵意を燃やす。
おじのバザルト1世に唆され、ヘンデ1世ことリュートを暗殺すべく、騎士官僚制を学ぶ為の留学と言う名目で部下のネリスと共にエーテルラント王都に赴く。親戚のボボンら同様、当初は自分が王座に就くことに執着し周囲を顧みない姿を見せたが、騎士官僚制のもとリュートを慕って一致団結する人々を見るうちにその合理性に感化されてゆき、またリュートの国王としての器の大きさを目の当たりにして己の器の小ささを自覚したことで、根底にあった生来の人の良さと真面目さが顔を見せるようになる。
滞在中ネリスと共に様々な策謀でリュートを亡き者にしようとするが、全て失敗し、さらに企みがバレたことでネリス共々投獄されてしまう。リュートとの格の違いと未来が閉ざされた事で失意にくれるが、その際に身を挺して部下ネリスの助命を嘆願する部下思いの一面も見せ、リュートの計らいによって釈放され改心した。
その後、母国リンゴバルドに戻り、総督を務めるシュラムの補佐官を務め、リュートに絶対の忠誠をもって仕える事を喜びとしている。また、『外伝2after』の時代には引退したシュラムの跡を継ぎ、リンゴバルト総督を務めている。
枢機卿
バカチン教国の聖十字教会本部の重要な構成員たち。全員同様の見た目の色違いとなっている。
魔族であるシャムシェルが王妃となり権力を握ったことに反感を抱く強硬派と魔族に対しても融和的な穏健派との間で内紛が起こっている。
アガタ枢機卿
バカチン教国の枢機卿議会の最高議長であると同時に、同国の宗教指導者であるため、他の枢機卿からは「猊下」の尊称で呼ばれる。
枢機卿団の中では穏健派に位置し、リュートに対しても友好的な態度を取る。
『外伝2』でイベリア国王となり大陸の主要な大国の殆どを併呑したリュートに対し戴冠を行い皇帝位を授けたことが語られているが、『外伝2after』の時代では天寿を全うして亡くなっている。
ニゴリーノフ枢機卿
枢機卿団における強硬派の筆頭で、一際強い敵意をリュートとシャムシェルに向けている。
キュヴィエと手を組んでリュートとシャムシェルを貶め聖十字教団の正当性を主張しようとするが、その策をキュヴィエのリュート暗殺計画に利用されてしまう。
ファンゴ枢機卿/カノッサ枢機卿
シャムシェルが王妃にふさわしい人格者かを視察するべくインラント州に送り込まれた2人の枢機卿。
ファンゴ枢機卿は穏健派で、カノッサ枢機卿はタカ強硬派に属する。
しかしシャムシェルの活躍によって計画は失敗。更に呪物によって作り出された魔物もパンドラの匣から出てきた死神によって残らず駆逐されてしまい、そのことを盾にリュートに脅されたことでカノッサ枢機卿はリュートを表立って批判することができなくなり、却ってリュートの名声を高める結果になった。
死神
聖十字教会本部にある「パンドラの匣」を開けると出てくる死神。邪悪な者の魂を連れ去るのが仕事だと言われているが、真の役割は神聖魔族の敵対者の排除であるらしいことが示唆されている。
作中では2度（ルート次第では3度匣）が開かれている。

### サブキャラクター（外伝2から登場）
ラングストン卿
声：佐藤タカオ
ヒルズランド王国の宰相。フロンスやイベリアからの圧迫に備えて、軍備拡張を王に進言し、秘密裏に軍艦を揃えている。伊達男であると同時に、国王と国に対する忠誠心の高い熱血漢でもある。
ふてぶてしい態度を取るマスクを見下していたが、マスクが海賊に偽装したフロンス兵を拿捕する功績を挙げたことに加え、自身の軍艦極秘建造計画を掴んでいたこと、またルグランを騎馬戦で打倒したことで図らずも事態が好転したことからマスクの才気に気づき王都へと連れてゆく。
マスクの進言に従わなかったことでルグランの仕掛けた罠に嵌り、更には国王の崩御まで重なったことで自分を見失いかけるも、マスクの強気な舵取りでフロンス王国との関係改善に向かいはじめたことで、考えを改めるようになり、フロンス海軍を海戦で打倒して以降はマスクの信奉者の一人となる。
ワン・パタン
声：片岡一郎
モルグレー州・ドブランド州の長官。名前を「ワン・パターン」と呼ぶと「伸ばすな！」と怒る。ラングストンと共謀し、裏で軍艦を用意している。
軍船の建造費を捻出するためにワインの密輸を繰り返していたが、それをマスクに目撃されてしまう。収監された人魚族ともども、マスクを囚人を魔物討伐の任に送り出すという名目で魔物に殺させようとするが失敗する。
さらに2度目に送り込んだミノタウルスがワン・パタンの行動を暴露したことでマスクに弱みを握られてしまう。 最終的に軍船の極秘建造とワインの密輸を見逃す代わりにマスクの部下になることを承諾し、以降はフロンスとの開戦に備えて軍備の増強を急ぐなどマスクの腹心として活動を支える。
『外伝』の時点で名前だけ出ており、ワン・コアンの親戚という設定。
ガウェイン2世
声：松岡武丸
ヒルズランド国王で、ロザリンの父。病弱で戦争を好まず、争いを避けようとして自国に対して不利な条件を飲もうとするきらいがあり、たびたびラングストンやロザリンと対立している。
保身に走ってルグランの策にはまってしまい、フロンスと対峙せざるを得なくなったことで心労からもともと良くなかった病状が致命的に悪化し、そのまま崩御した。皮肉にもこの出来事がロザリンに一国の女王としての自覚を促し、独り立ちするきっかけを与えることとなる。
小説版では死亡しておらず紆余曲折の末ロザリンとも和解したほか、帰参したシャハルとも会っている。
サコー将軍
声：真木将人
フロンス王国の将軍。禿げ頭のためシャムシェルには「タコ」とからかわれ、その度に怒っている。
エーデルランドに対して良い感情を持っていないタカ派の軍人であり、度々エーデルランドの将軍と衝突している。同様に、エーデルランドに敵意を抱いているルグランを影で支援していた。
軍人としては経験豊富で有能だがやや慢心しがちな面もあり、ヒルズランドとの戦いに軍艦数十隻とクラーケン二頭を引き連れ参戦するも、マスクの的確な采配によって大損害を被り、おまけに頼みの綱のクラーケンすらマスクに掌握され自身も座乗艦ごと生け捕りにされる大失態を演じる。
終盤ルグランが謀反を企てた際、魂呼びの壺の存在を黙っていたことやルグランに与していた事の責を問われ処刑されそうになるもリュートの取りなしで助命され、以後共同統治者としてフロンス国王に就いたリュートに忠誠を誓う。
ルグラン・ド・シャンティーニュ
声：門倉宗一
アフロディアの甥でフロンス王国の王子。美形の優男だがその本性は女たらしで非常に傲慢。王や外交官としては全くの無能だが、自身がフロンス国王となって権力を握ることに強い執着を見せる。
ロザリンやエストリアに求婚して取り入り、あわよくばヒルズランド・ノルドランドの国王の座に収まろうと様々な小細工を弄するも尽くリュートに先手を打たれて阻止される。更には自分自身の仕掛けた策で己の首を締める結果になり、次第にリュートに対し逆恨みに近い憎悪を向けるようになる。
最後はイベリア大使によってもたらされた魂呼びの壺でアフロディアとリュートを亡き者にし王位を簒奪しようとして失敗し、最終的には処刑された。
ザイツェン
声：広野大地
ノルドラント王国の宰相。病気の国王ゼンデン1世に代わって政務を行う。親エーデルラント派で、これまでリュートの元を何度も訪れている。
物腰穏やかだが聡明な切れ者で、病床のゼンデン一世や王女の重責に苛まれるエストリアを支えながらオスタシアやイベリアからの圧迫を撥ね退け、更にはリュートの才覚にも早くから目をつけ、後にノルドランド女王として即位するであろうエストリアの後ろ盾になってもらえるようエーデルランドとの外交を辛抱強く続けてきた。
エーデルランドからの支援でオスタシアの侵略を退けることに成功するも、エーデルランドとの友好をエストリアに進言した直後イストリアスが放った刺客によって命を落とした。
エンペラドール2世
声：西松和彦
イベリア国王。49歳。新大陸から得た金銀と軍事力により、ユーロディアの覇権を狙っている。野心家だが、魔族部隊を組織してユーロディア大陸からスルタン帝国を排除し、一代でイベリア統一を成し遂げた傑物。
非常に頭の切れる老獪な男で、圧倒的不利な状況に追い込まれてもイストリアスの諌言で即座に頭を冷やす冷静さ、魔族も差別せずに平等に扱い、人魔問わず部下からも厚い信頼を寄せられているなど清濁併せ呑む度量を兼ね備えた、リュートとは異なるタイプの名君である。
イストリアスと組んで陰謀を巡らせ、リュートを失脚に追い込みユーロディア大陸の覇権を握ろうとするも尽く作戦が裏目に出て、挙げ句エーデルランド・フロンス・リンゴバルド・ヒルズランド・ノルドランドの五ヶ国連合軍を相手にイベリア一国で全面戦争を挑む羽目になる。
イストリアスの魔術とゾンビ兵の存在で一時優位に立つも、神聖魔手の力を自覚したリュートの手で尽く戦線を打ち破られ次第に追い詰められてゆく。
最後はバカチン教国から盗み出したメデューサの首を使ってリュートを抹殺しようとして失敗し、自身もメデューサの首を見てしまい石になって死亡した。
イストリアス
声：仙台誠
イベリア王国の宰相。ユーロディア一の魔術師の異名を持つほど魔術の才能を持ち、巨大な竜巻を起こして敵陣を壊滅に追いやる大規模な魔術や、敵の洗脳といった高度な魔法を操る。宰相としても頭が切れ、魔術師としての能力を利用し様々な裏工作を行う。その慧眼からリュートが神聖魔族の王であることも見抜いた。
剣の腕も立ち、グラディスには負けこそしたもののフェルゼンとは互角以上に切り結ぶほど。
新大陸経由で手に入れたゾンビの軍団を操りフロンスへと侵攻する。焦土作戦で近郊の村を壊滅させながら王都へと迫るが、神聖魔手の力を発揮したリュートによってゾンビを灰に還され、さらには送り込んだゴーレムを一つ残らず掌握されてしまい敗走する。
最終手段としてバカチン教国から持ち出したメデューサの首を使いリュートとグラディス、シャムシェルを一時は石へと変えるが、それすらも無力化したリュートによって助けられたグラディスに斬られ絶命した。
イケテル・ド・プラティーヌ
声：江戸川大
モテールの父の大商人。ブラジャーの開発者でユーロディア中を渡り歩いて商売し、王族たちの情報の橋渡し役も務めるなど実質的な外交官として活動する。
名前自体は『1』『外伝』でも出てきたが、立ち絵が付いたのは『外伝2』からである。
ミノタウロス
声：小次狼
人の欲望を喰らい死に至らしめる魔物で、極めて屈強な肉体と戦闘力を兼ね備えている。また神聖魔族が世界を統治していた頃から生きている古い時代の魔族であるらしく、作中に登場する様々な呪物に関する知識を有し、リュートが神聖魔族であることも理解していた。
作中では2人登場しており、ボインバラ城に居座っていた最初の個体は討伐に送り込まれたマスクの欲望を喰らおうとするも、自身の限界を超えたマスクの底なしの欲望を無理やり流し込まれ続けて爆死する。
2人目の個体はイベリア大使がラングストンに渡した小瓶の付いたペンダントの中に封じられており、ラングストンから指示を受けたワン・パタンの策謀でマスクの元に刺客として送り込まれる。最初の個体と同様の経緯で苦しめられた後、助命される代わりにワン・パタンの指示で送り込まれたことを白状した。 以後はマスクを主人として認めて付き従い、身辺警護役として活動している。
人魚族
ゾロ監獄に収監されたマスクと同じ部屋になった人魚族の男たち。
赤髪の男ルドンを筆頭にヒルズランド近海を縄張りとしていた海賊たちであり、本来は処刑を免れられない身だったが、ヒルズランド王女ロザリンが人魚族であるために迂闊に処刑すれば人魚族、ひいてはロザリンに対する差別的行為と取られかねないため処刑されずに収監されていた。
優れた航海技術と水泳の能力を持った海戦のエキスパートであるため、海賊船に偽装したフロンス船を拿捕する任務を与えられたマスクによって監獄から連れ出され、作戦成功の立役者となる。
その後は侵攻してきたフロンス海軍との戦闘で軍功を上げ、マスクがロザリンと結婚してヒルズランド国王に就いた後は再編されたヒルズランド海軍の兵士として正式に編入されており、イベリア海軍との海戦などでも活躍した。

### サブキャラクター（外伝2afterから登場）
オルロフ1世
声：佐久間匠
オスタシア王国国王。厳つい顔つきの禿頭の大男。
戦費調達などの理由で度々国民に重税を強いており、気に食わない者は親衛隊組織の「神聖隊」を送り込んで殺害させるなど民心を顧みない暴君。リュートからも珍しく「ろくでなし」と痛罵されている。
ユーロディア大陸の混乱に乗じて幾度となくノルドラントやエーデルラントへの侵略を試みているが、38年前の先王の時代はグラディスの父ワッケンハイム伯爵に、『外伝』の時期にはグラディスに、『外伝2』の時期にはシャムシェルによって致命的な損害を被って敗退、さらにグラディスに敗北した際にオスタシア西部の領土を一部割譲させられている。以上のことから、リュートがユーロディア大陸の盟主となったことに対しても含め凄まじい憎悪と復讐心を滾らせている。
ゼムノフ
声：星一人
オスタシア軍を纏める将軍。『外伝2』の時期には南のスルタン帝国の侵攻を防いでいたためエーデルラントとの戦いに参加できなかったが、「彼がエーデルラント戦にいれば結果は変わっていた」と言われるほどの名将。フェルゼンも「オスタシア側で唯一話のできる男」と信頼を置いている。
また娼婦をしていた当時のイリーナを聖職者になるように導いたのも彼で、その縁からイリーナが総主教に就いた後も親交が続いている。
オルロフ1世による暴政が横行しているオスタシアの中では良識のある人物で、オスタシアでも国王に面と向かって諫言することができる数少ない人物でもあるが、そのせいでオルロフ1世と側近のブルチンからは快く思われていない。
ブルチン
声：野☆球
オスタシア王国神聖隊隊長。オルロフ1世と共に数々の暴虐を繰り返してきた最側近で、国王への忠誠心は強い。またオスタシア王国の貴族層は神聖隊に殺されるのを恐れて地方に隠遁してしまっているため、同国の実質的な宰相も兼ねる。
ウルスス1世
声：縞馬男爵
バカチン教国に君臨する教皇。オスタシア出身で、ツァーリグラードで聖職者をしていた頃にイリーナとも会っている。
枢機卿時代はベリッツィと名乗り反リュート派の先急鋒で、アガタ枢機卿死後の枢機卿議会で最高議長に選出されたあとその権力を持って教皇制度を復活させ自身がその座に就いた。
教皇たる自身がユーロディアの盟主でなければならないというプライドのため、リュートを蹴落としてエーデルラントの威信を失墜させ、更には東方十字教会も潰して自身が支配するべく陰謀を巡らせる。
サマルカン1世
声：佐久間匠
南の大帝国であるスルタン帝国皇帝。スルタン帝国は聖十字教ではなくスルタン教を信じる異教徒の国家であり、聖十字教を信じるユーロディア大陸の国々とは度々戦争を繰り返している。またスルタン帝国には聖十字教会にとっての聖地であるエデンがあるため、それを奪回せんとする聖十字教会とも激しく対立している。
理知的な性格の現実主義者で、ウルスス1世が高圧的な態度で要求を突きつけてきたことに対しては一笑に付す一方で、お互い異教徒でありながらスルタン帝国側の信仰と皇帝の立場に配慮した態度を見せたリュートに対して興味を持ち、求めに応じて聖地エデンへの巡礼者の安全確保を約束する。
イブン＝ハルムーン
声：縞馬男爵
スルタン帝国大宰相。スルタン帝国は『外伝2』の直後にイベリアへの再度侵攻を目指して艦隊戦を仕掛けるもセレブリアらが率いる艦隊に敗北しており、皇帝であるリュートにも一目置くと同時に強い警戒を見せる。

## スタッフ
- 企画・シナリオ：鏡裕之
- キャラクターデザイン・原画
  - 『1』：Q-Gaku
  - 『外伝』：Q-Gaku / 深泥正 / 只野あきら
  - 『外伝2』：Q-Gaku / 深泥正 / 只野あきら
- 背景原画
  - 『1』：只野あきら / 市緒
  - 『外伝』：只野あきら
  - 『外伝2』：フジセ
- 音楽
  - 『1』『外伝』『外伝2』：Corey & Carter
- ディレクター
  - 『外伝』『外伝2』：姫ノ宮レイ
- プロデューサー：ウシ太郎

## 反響・批評

### 1
『1』は発売月（2009年10月）の売り上げにおいて、PCpressの集計では10位、Getchu.comの集計では13位を記録した。
発売年（2009年）の人気投票においては、Getchu.comではエロ部門で6位、『TECH GIAN』では全部門で圏外、『BugBug』では総合部門の30位・エッチ部門の12位を獲得した。
フリーライターの宮本直毅は、『1』に関して「題名の愛嬌に油断していると、そのドラマ展開の小気味良さと味わい深さにがっつりやられる」と、シナリオ面での肯定的評価を与えている。
ゲームライター・前田尋之の公式ウェブサイト「電脳世界のひみつ基地」に寄稿している松田は、『1』について、「大きなおっぱいが大好きな主人公が、読んでいる側も気分よくなるほど成り上がっていくサクセスストーリーです。シリーズを通して成り上がりながらハーレムを築く流れですが、飽きない楽しさがあります。」と評価している。
アダルトゲームを取り扱っているニュースサイト・Game-Styleで公開された本作のユーザーレビューのうち、19%が「期待を遥かに上回る作品だった」、42.9%が「期待を上回る作品だった」、23.8%が「期待通りの作品で満足できた」という評価だった。
ユーザーからは「皆が幸せになれるストーリーを楽しめた」「恥ずかしいタイトルとは裏腹にシナリオが良かった」といった評価がWaffleに寄せられた一方、「主人公のキャラクターを掘り下げてほしかった」「個別エンディングがないヒロインがいて残念だった」という意見も寄せられた。
また、Game-Styleでは本作のデジタルノベライズ版のユーザーレビューの集計も公表されており、このうち18.2%が「期待を上回る作品だった」、27.3%が「期待通りの作品で満足できた」、36.4%が「期待通りだったが物足りなさを感じた」という評価だった。
ユーザーからは「PC版とは異なる展開だったこともあり、PC版をプレイ済みでも楽しめた」といった評価がWaffleに寄せられた一方、ボリューム不足であるという指摘もあった。

### 外伝2
『外伝2』は発売月（2013年10月）の売り上げにおいて、アダルトゲーム月刊誌『BugBug』の集計では7位を記録した。

### 外伝2 after
『外伝2 after』は発売月（2016年9月）の売り上げにおいて、Getchu.comの集計では11位、アダルトゲーム月刊誌『BugBug』の集計では8位を記録した。
『BugBug』2016年12月号にレビューが掲載されている。レビュアーのタナカツは、ヒロイン4人とのエッチでは、おっぱいのダブル吸引や分身プレイのようなシリーズ定番のシチュエーションが網羅されていたと述べ、主人公視点でもヒロイン視点でもおっぱいがメインとなってくる点が特徴的であると評している。その上で、巨乳シリーズの最大の魅力は、エッチシーン以上にシナリオにあると主張しており、『外伝2 after』でも、皇帝となったリュートが祝福の宣誓文をヒントに危機を回避したり、隣国の動きを事前に察知して立ち回るなど、爽快感ある展開が楽しめたと書いている。タナカツは、シリーズ全体について、鏡の書くシナリオはエロとギャグとシリアスのバランスが絶妙であると肯定的に評価している。

## 関連商品

### ノベライズ
巨乳ファンタジー
著：鏡裕之 / 原作：Waffle / 挿絵：Q-Gaku / 発行：PARADIGM NOVELS
- 上巻（パラダイムノベルス 444） 2010年2月25日発売 / ISBN 978-4-89490-944-1
- 下巻（パラダイムノベルス 452） 2010年3月31日発売 / ISBN 978-4-89490-952-6

巨乳ファンタジー外伝
著：鏡裕之 / 原作：Waffle / 挿絵：Q-Gaku、深泥正、只野あきら（下巻のみ） / 発行：PARADIGM NOVELS
- 上巻（パラダイムノベルス 501） 2011年4月16日発売 / ISBN 978-4-89490-201-5
- 下巻（パラダイムノベルス 509） 2011年5月25日発売 / ISBN 978-4-89490-209-1

巨乳ファンタジー デジタルノベライズ版
外伝・外伝2の小説版をデジタルノベル化した作品 
- 2015年6月26日発売 

### アダルトアニメ
巨乳ファンタジー
発売：魔人
『1』を原作としたアダルトアニメ（DVD-VIDEO）。
- シャムシェル×ロクサーヌ 爆乳のススメ編

2012年5月25日発売。JAN 4562215332469
- アイシス×グラディス 爆乳宣言！編

2012年7月27日発売。JAN 4562215332575

### その他
巨乳ファンタジー
『1』を原作としたスマートフォン向けRPG。
PRIMEROCKETSから「にじよめ」を通じて配信された